# Syrphoctonus maculifrons
Syrphoctonus maculifrons är en stekelart som först beskrevs av Cresson 1865.  Syrphoctonus maculifrons ingår i släktet Syrphoctonus och familjen brokparasitsteklar. Inga underarter finns listade i Catalogue of Life.